# Cariba Heine
Cariba Heine (ur. 1 października 1988 w Johannesburgu) – australijska aktorka i tancerka pochodząca z RPA.
Najbardziej znana jest z serialu H2O – wystarczy kropla, gdzie zagrała jedną z głównych ról, wcielając się w zbuntowaną syrenę Rikki Chadwick. Aby zdobyć rolę w tym serialu, Cariba musiała przeprowadzić się do Australii, nauczyć się mówić z australijskim akcentem i świetnie pływać. Do tego ostatniego wynajęła instruktora pływania. Cariba Heine była nominowana do Nickelodeon UK Kids Choice Awards 2007 i The DOLLY Teen Choice Awards 2008, wraz z Claire Holt i Phoebe Tonkin.
Cariba rozpoznawana jest także z roli Bridget Sanchez w serialu Na wysokiej fali, gdzie można podziwiać surfingowe zdolności aktorki.

## Życie prywatne
Jest córką Michelle i Kevina. Ma starszego o trzy lata brata Kyle’a.
Podczas kręcenia serialu H2O- wystarczy kropla zaczęła spotykać się z Jamiem Timonym, który grał Nate’a. Para zaręczyła się i była ze sobą 8 lat, jednak ostatecznie doszło między nimi do rozstania. W jednym z wywiadów Jamie przyznał, że rozstanie przebiegło w przyjacielskiej atmosferze, a oni sami wciąż utrzymują ze sobą dobry kontakt.
24 czerwca 2024 roku Heine poślubiła Matt'a Pongras'a, a 20 grudnia 2024 roku ogłosiła, że spodziewa się swojego pierwszego dziecka.

## Kariera

### Taniec
Cariba od dziecka trenowała taniec jazzowy, stepowanie, balet, akrobatykę i gimnastykę artystyczną. Dodatkowo uczyła się i śpiewała w National Capital Acting School (Canberra, Australia). Tańczyła także w szkole tańca swojej matki w Canberze, później uczęszczała do Telopea Park School i St Clare's College. Była najmłodszą tancerką, która wystąpiła na Stargazers Convention w Sydney w Australii. Uczyła się w edukacji domowej, aby skupić się na swojej karierze tanecznej i móc występować w różnych produkcjach (wystąpiła m.in. w teledysku do piosenki Will'a Young'a "Leave Right Now". Po poważnej kontuzji biodra (dojście do pełnej sprawności, jak przyznaje Cariba, zajęło jej około 10 lat) menadżer zasugerował jej tymczasowe skupienie się na karierze aktorskiej.
Heine do teraz poświęca większość swojej pracy zawodowej na sport, prowadząc własną platformę internetową, dzięki której naucza tańca i prowadzi ćwiczenia wzmacniające mięśnie. Jako mentor prowadzi konsultację dla profesjonalnych tancerzy, dbając o ich technikę, ale także psychiczne nastawienie do występów.

### Aktorstwo
Heine rozpoczęła karierę aktorską w 2006 roku od obsady w serialu telewizyjnym H2O: Wystarczy kropla, w którym zagrała Rikki Chadwick, jedną z trzech głównych ról. Następnie Heine zagrał Caroline Byrne w filmie Zabójstwo Caroline Byrne (oparty na wydarzeniach związanych ze śmiercią Caroline Byrne w dniu 7 czerwca 1995 roku), który został wyemitowany w Network Ten w Australii 4 listopada 2009 roku.
W 2011 roku dołączyła do obsady niezależnego filmu Lord of the Crows, choć ostatecznie filmowi nie udało się pozyskać środków crowdfundingowych. W 2012 roku zagrała Heather w W szczękach rekina i Delvene Delaney w biograficznym miniserialu telewizyjnym Wojna Kerry'ego Packera. W 2016 roku Heine ponownie wcieliła się w rolę Rikki Chadwick w dwóch ostatnich odcinkach trzeciej serii Mako Mermaids: Syreny z Mako, będącej spin-offem H2O: Wystarczy kropla. W tym samym roku Heine zagrała główną rolę w filmie krótkometrażowym How'd I Get in This Field, którego premiera odbyła się na Festiwalu Filmów Niezależnych w Massachusetts.
Heine dołączyła do obsady Zatoki serc (australijska opera mydlana, emitowana w telewizji Seven Network od 17 stycznia 1988) w 2018 roku jako Ebony Harding. W 2020 roku wystąpiła w serialu Jej tajemnice z Laurą Carmichael i Jessicą De Gouw.

## Filmografia
| Rok  | Tytuł                     | Postać         |
| ---- | ------------------------- | -------------- |
| 2003 | Ballistic Sessions        | Amanda         |
| 2009 | Zabójstwo Caroline Byrne  | Caroline Byrne |
| 2009 | At the Tattooist          | Alex           |
| 2011 | Bracia z ulicy            | Ellie Carter   |
| 2012 | Quietus                   | Alex           |
| 2012 | W szczękach rekina        | Heather        |
| 2016 | How'd I Get In This Field | Ashley         |
| 2016 | Rough Sweat               | June           |

| Lata    | Tytuł                        | Postać          | Dodatkowe informacje                                   |
| ------- | ---------------------------- | --------------- | ------------------------------------------------------ |
| 2005    | Strictly Dancing             | Cariba Heine    | odcinek: "Heat 12"                                     |
| 2006–10 | H2O: Wystarczy kropla        | Rikki Chadwick  | 78 odcinków                                            |
| 2007    | Stupid, Stupid Man           | Mindy           | odcinek: "The Boyfriend"                               |
| 2008    | Na wysokiej fali             | Bridget Sanchez | sezon 3, 25 odcinków                                   |
| 2009    | Pacyfik                      | Phyllis         | odcinek: "Home"                                        |
| 2010–13 | Dance Academy                | Isabelle        | 9 odcinków                                             |
| 2010–13 | The Future Machine           | Kate Hill       |                                                        |
| 2012    | Wojna Kerry'ego Packera      | Delvene Delaney |                                                        |
| 2014    | Friendly Advice              | Faith           | 2 odcinki                                              |
| 2015    | Hiding                       | Harriet         | 4 odcinki                                              |
| 2016    | Adopted                      | Harriet         | odcinki: "Music, Virgins, and Prawns", "Kofi's Choice" |
| 2016    | Mako Mermaids: Syreny z Mako | Rikki Chadwick  | odcinki: "The Legend of Jiao Long", "Homecoming"       |
| 2017    | Designated Survivor          | Peyton Lane     | odcinki: "Suckers", "Two Ships", "Family Ties"         |
| 2018    | Zatoka serc                  | Ebony Harding   |                                                        |
| 2020    | Jej tajemnice                | Grace           | 6 odcinków                                             |
| 2021    | Everyone Is Doing Great      | Isabella Baker  | 6 odcinków                                             |
| 2023    | Wellmania                    | Goldie          | odcinek: "Carpe That Diem"                             |